# (3117) Niépce
(3117) Niépce (1983 CM1) ist ein ungefähr zehn Kilometer großer Asteroid des äußeren Hauptgürtels, der am 11. Februar 1983 vom US-amerikanischen Astronomen Norman G. Thomas am Lowell-Observatorium, Anderson Mesa Station (Anderson Mesa) in der Nähe von Flagstaff, Arizona (IAU-Code 688) entdeckt wurde. Er gehört zur Koronis-Familie, einer Gruppe von Asteroiden, die nach (158) Koronis benannt ist.

## Benennung
(3117) Niépce wurde nach dem französischen Erfinder Joseph Nicéphore Niépce (1765–1833) benannt, der die Heliografie, die weltweit erste Fotografie, entwickelte. Von ihm stammt die erste bis heute erhaltene Fotografie. Nach ihm ist der Niépce-Gletscher sowie der Mondkrater Niepce benannt. Die Benennung wurde vom Physiker Douglas B. Thomas, dem Bruder des Entdeckers Norman G. Thomas, vorgeschlagen.